# Fürstenried West (metropolitana di Monaco di Baviera)
La Fürstenried West è una stazione della metropolitana di Monaco di Baviera, situata sulla linea U3, nel distretto Fürstenried. La stazione fu inaugurata il 1º giugno 1991, ed ha due binari.